# Provincia di Xaisomboun
La provincia di Xaisomboun; oppure Saysomboun (lao ໄຊສົມບູນ) è una provincia del Laos centrale con capoluogo il distretto di Anouvong. Nel 2015, contava su una popolazione di 85 168 abitanti distribuiti su una superficie di 4 506 km², per una densità di 18,9 ab./km².

## Storia
In precedenza vi era stato il distretto speciale (khetphiset) di Xaisomboun, livello amministrativo equiparato a quello delle province, creato nel 1994 con la fusione di una parte della provincia di Vientiane ed una parte di quella di Xiangkhoang. Il distretto venne dissolto il 13 gennaio del 2006 ed il suo territorio fu ridistribuito tra le province di Vientiane e Xiangkhoang. La provincia fu istituita nel 2013, nuovamente con territori provenienti dalle province di Vientiane e Xiangkhoang.

## Geografia antropica

### Suddivisioni amministrative
La provincia di Xaisomboun è suddivisa nei seguenti cinque distretti (in lao: ເມືອງ, trasl.: muang):
| \| Codice \| Nome traslitterato del distretto \| Nome lao \| \| ------ \| -------------------------------- \| ---------- \| \| 18-01 \| Muang Anouvong \| ເມືອງອະນຸວົງ \| \| 18-02 \| Muang Longchaeng \| ເມືອງລ້ອງແຈ້ງ \| \| 18-03 \| Muang Longxan \| ເມືອງລ້ອງຊານ \| \| 18-04 \| Muang Hom \| ເມືອງຮົ່ມ \| \| 18-05 \| Muang Thatom \| ເມືອງທ່າໂທມ \| |                                  |            |
| Codice | Nome traslitterato del distretto | Nome lao   |
| 18-01 | Muang Anouvong                   | ເມືອງອະນຸວົງ  |
| 18-02 | Muang Longchaeng                 | ເມືອງລ້ອງແຈ້ງ |
| 18-03 | Muang Longxan                    | ເມືອງລ້ອງຊານ |
| 18-04 | Muang Hom                        | ເມືອງຮົ່ມ     |
| 18-05 | Muang Thatom                     | ເມືອງທ່າໂທມ  |